# Manggaan
Manggaan is een bestuurslaag in het regentschap Bangkalan van de provincie Oost-Java, Indonesië. Manggaan telt 2683 inwoners (volkstelling 2010).